# Geolycosa infensa
Geolycosa infensa är en spindelart som först beskrevs av Ludwig Carl Christian Koch 1877.  Geolycosa infensa ingår i släktet Geolycosa och familjen vargspindlar. Inga underarter finns listade i Catalogue of Life.